# Kotohira (Kagawa)
Kotohira (琴平町 Kotohira-chō?) es un pueblo localizado en la prefectura de Kagawa, Japón. En octubre de 2019 tenía una población estimada de 8.624 habitantes y una densidad de población de 1.018 personas por km². Su área total es de 8,47 km².

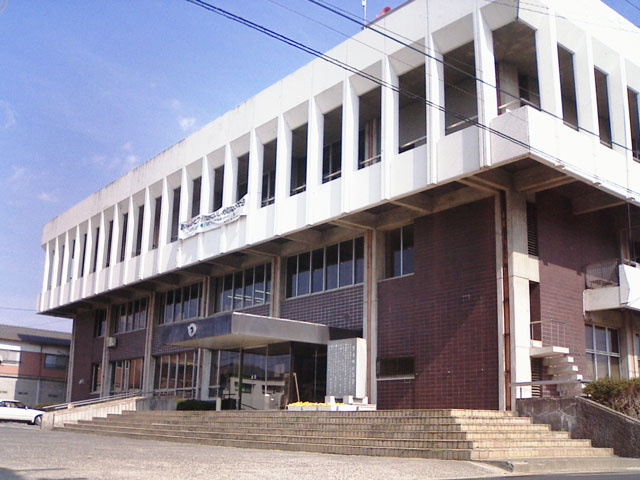
Ayuntamiento de Kotohira.

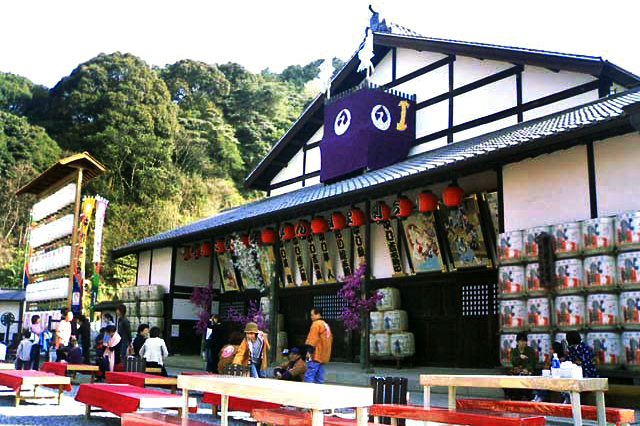
Kanamaruza (Teatro Kabuki).

La ciudad es conocida por poseer el mayor complejo de templos de toda la isla de Shikoku el Kompira Shrine (popularmente conocido como Kompira-san).

## Geografía

### Localidades circundantes
- Prefectura de Kagawa
  - Mannō
  - Mitoyo
  - Zentsūji

## Demografía
Según los datos del censo japonés, esta es la población de Kotohira en los últimos años.
| 1995   | 2000   | 2005   | 2010  | 2015  |
| ------ | ------ | ------ | ----- | ----- |
| 12.002 | 11.335 | 10.747 | 9.967 | 9.186 |